# Талант года в датском велоспорте
Талант года в датском велоспорте (дат. Årets Talent i dansk cykelsport) — премия, которая с 2007 года вручается датскому перспективному и талантливому велосипедисту. С 2020 года награда также может быть присуждена клубу, команде или сообществу, которые уделяют особое внимание развитию талантов. Национальные тренеры Датского союза велосипедистов номинируют и выбирают победителя премии.

## Критерии присуждения премии
Награда присуждается в одной из двух категорий:
- Велосипедисту, добившемуся успехов в спорте и личном развитии.
- Клубу, команде или сообществу, которые особенно успешно занимались развитием талантов в данном году[1][2].

## Лауреаты премии
| Год  | Лауреат                                   | Номинация                                 |
| ---- | ----------------------------------------- | ----------------------------------------- |
| 2007 | Рики Энё Йергенсен                        | Шоссейный велоспорт                       |
| 2008 | Расмус Кводе                              | Шоссейный велоспорт                       |
| 2009 | Матиас Лиссон                             | Шоссейный велоспорт                       |
| 2010 | Кристиан Хаугор                           | Шоссейный велоспорт                       |
| 2011 | Не вручалась                              | Не вручалась                              |
| 2012 | Не вручалась                              | Не вручалась                              |
| 2013 | Амалие Дидериксен Малене Дегн             | Шоссейный велоспорт Маунтинбайк           |
| 2014 | Каспер Педерсен                           | Трековый велоспорт                        |
| 2015 | Симон Андреассен                          | Маунтинбайк                               |
| 2016 | Якоб Эгхольм                              | Шоссейный велоспорт                       |
| 2017 | Юлиус Йохансен                            | Шоссейный велоспорт                       |
| 2018 | Frederik Wandahl                          | Трековый велоспорт                        |
| 2019 | Малене Кейльструп Сёренсен                | BMX                                       |
| 2020 | Мини-тренинг Датского велосипедного клуба | Трековый велоспорт                        |
| 2021 | Велоспорт Оденсе                          | Трековый велоспорт                        |
| 2022 | Густав Хебю Педерсен                      | Маунтинбайк                               |
| 2023 | Альберт Витен Филипсен                    | Шоссейный велоспорт Маунтинбайк Велокросс |